# Petrelë
Petrelë è una frazione di Tirana.
Fino alla riforma amministrativa del 2015 era un comune autonomo ma dopo la riforma è stato accorpato, insieme agli ex-comuni di Baldushk, Bërzhitë, Dajt, Farkë, Kashar, Krrabë, Ndroq, Pezë, Shëngjergj, Vaqarr, Zall Bastar, Zall Herr, nella municipalità di Tirana.
Si trova a 13 km dalla capitale dell'Albania ed è un piccolo villaggio conosciuto per la presenza del maestoso castello medioevale, che è stato una delle fortezze, insieme al castello di Croia e al castello di Rozafa, contro il dominio dell'Impero ottomano.
Sulla strada che porta al castello, infossato sulla pietra, si trova l'impronta dello zoccolo del cavallo di Giorgio Castriota Scanderbeg, eroe nazionale albanese.